# Ісаєв Мухамбет
Мухамбет Ісаєв (1919, село Кабак Пржевальського повіту Семиріченської області, тепер Жеті-Огузького району Іссик-Кульської області, Киргизстан — 1976, тепер Киргизстан) — киргизький радянський діяч, 1-й секретар Тянь-Шаньського обласного комітету КП Киргизії, 1-й секретар ЦК ЛКСМ Киргизії, в.о. міністра внутрішніх справ Киргизької РСР. Депутат Верховної ради Киргизької РСР 2-го, 4—5-го скликань.

## Життєпис
Народився в селянській родині. Трудову діяльність розпочав у 1930 році помічником чабана колгоспу «Турткуль» Джеті-Огузького району Киргизької АРСР.
Закінчив педагогічні курси в місті Пржевальську Киргизької АРСР.
Після закінчення педагогічних курсів працював секретарем комсомольської організації колгоспу «Турткуль» Джеті-Огузького району.
З 1937 року — 1-й секретар Джеті-Огузького районного комітету ЛКСМ Киргизії; 1-й секретар Пржевальського міського комітету ЛКСМ Киргизії.
Член ВКП(б) з 1939 року.
У 1940 році закінчив Киргизьку республіканську партійну школу.
У 1941—1943 роках — секретар партійного комітету радгоспу «Кек-Муйнак» Киргизької РСР.
З 1943 року працював в апараті ЦК ЛКСМ Киргизії.
У 1944—1945 роках — 2-й секретар ЦК ЛКСМ Киргизії.
У 1945 році закінчив Вищу партійну школу при ЦК ВКП(б) у Москві.
У серпні 1945 — лютому 1948 року — 1-й секретар ЦК ЛКСМ Киргизії.
У 1948—1955 роках — заступник завідувача відділу партійних, профспілкових та комсомольських органів ЦК КП Киргизії.
У 1955—1960 роках — 1-й секретар Тянь-Шаньського обласного комітету КП Киргизії.
З 1960 року — заступник міністра внутрішніх справ Киргизької РСР. З серпня 1960 до квітня 1961 року — в.о. міністра внутрішніх справ Киргизької РСР. Знятий з посади «за допущені ним серйозні помилки під час роботи першим секретарем Тянь-Шаньського обласного комітету КП Киргизії».
Помер 1976 року.

## Нагороди та звання
- орден Леніна
- орден Трудового Червоного Прапора
- орден Червоної Зірки
- медаль «За трудову доблесть»
- медалі